# Danh sách trạm phát sóng truyền hình analog tại Việt Nam
Dưới đây là danh sách trạm phát sóng kênh truyền hình analog tại các tỉnh thành, vùng lãnh thổ ở Việt Nam, được sắp xếp theo các khu vực trên cả nước, bao gồm các kênh của Đài Truyền hình Việt Nam, các kênh địa phương.
Hiện nay, truyền hình analog trên toàn lãnh thổ Việt Nam đã dừng phát sóng từ ngày 28 tháng 12 năm 2020 do lộ trình số hóa của chính phủ. Trước đây, truyền hình analog tại quốc gia này đa phần phát sóng trên băng tần VHF (từ kênh 6 đến kênh 12) và băng tần UHF (từ kênh 21 đến kênh 62), chỉ có một số nơi phát sóng dưới 6 VHF (ví dụ như 3 VHF ở Tam Đảo).

## Các kênh củaĐài Truyền hình Việt Nam
Danh sách dưới đây chỉ bao gồm trạm chính phát sóng (đặt tại trung tâm/tỉnh lỵ/núi). Thứ tự của các tỉnh dựa theo từng vùng miền, từ Bắc vào Nam (riêng các kênh khu vực sẽ được sắp xếp tại các tỉnh có trạm phát sóng kênh khu vực).

### VTV1
| Tỉnh thành        | Kênh tần số (UHF/VHF) | Trạm phát sóng (chính)                                                     | Kênh tần số thứ 2 (UHF/VHF) | Trạm phát sóng (chính)                  | Tham chiếu    |
| ----------------- | --------------------- | -------------------------------------------------------------------------- | --------------------------- | --------------------------------------- | ------------- |
| Lào Cai           | 27 ➡ 22 (từ 2020)     | Đài PTTH Lào Cai, TP Lào Cai                                               |                             |                                         |               |
| Lai Châu          | 6                     | Đài PTTH Lai Châu                                                          | 7 (cũ)                      | Đài PTTH Lai Châu (TP.Điện Biên cũ)     |               |
| Yên Bái           | 6 (cũ) ➡ 90           | Đài PTTH Yên Bái                                                           |                             |                                         |               |
| Điện Biên         | 7                     | Đài PTTH Điện Biên                                                         |                             |                                         |               |
| Sơn La            | 8                     | Đài PTTH Sơn La                                                            |                             |                                         |               |
| Hòa Bình          | 31                    | Đài PTTH Hòa Bình                                                          |                             |                                         |               |
| Hà Giang          | 8                     | Đài PTTH Hà Giang - Trung tâm phát sóng núi Cấm                            | 7                           | Trung tâm phát sóng Cổng trời Quản Bạ   |               |
| Cao Bằng          | 8                     | Đài PTTH Cao Bằng                                                          |                             |                                         |               |
| Bắc Kạn           | 10 (cũ)               | Đài PTTH Bắc Kạn                                                           | 12                          | Đài PTTH Bắc Kạn                        |               |
| Lạng Sơn          | 12                    | Đài PTTH Lạng Sơn                                                          |                             |                                         |               |
| Tuyên Quang       | 38                    | Đài PTTH Tuyên Quang                                                       |                             |                                         |               |
| Quảng Ninh        | 33➡36                 | Đài PTTH Quảng Ninh                                                        | 6                           | Đài TT-TH Móng Cái                      |               |
| Hà Nội            | 11 ➡ 6 ➡ 9            | Trung tâm phát sóng Giảng Võ (cũ) ➡️ Trung tâm Truyền dẫn phát sóng Mễ Trì |                             |                                         | [ 14 ] [ 15 ] |
| Hải Phòng         | 10                    | Đài PTTH Hải Phòng                                                         |                             |                                         |               |
| Hà Nam            | 12                    | Đài PTTH Hà Nam                                                            |                             |                                         |               |
| Thái Bình         | 32                    | Đài PTTH Thái Bình                                                         |                             |                                         |               |
| Vĩnh Phúc         | 3                     | Trạm phát sóng Tam Đảo                                                     |                             |                                         | [ 16 ]        |
| Ninh Bình         | 27                    | Đài PTTH Ninh Bình                                                         |                             |                                         |               |
| Thanh Hóa         | 24                    | Đồi Quyết Thắng, TP Thanh Hóa                                              |                             |                                         |               |
| Nghệ An           | 8                     | Đài PTTH Nghệ An                                                           |                             |                                         |               |
| Hà Tĩnh           | 21                    | Đài PTTH Hà Tĩnh                                                           |                             |                                         |               |
| Quảng Bình        | 12                    | Đài PTTH Quảng Bình                                                        |                             |                                         |               |
| Quảng Trị         | 6                     | Đài PTTH Quảng Trị                                                         |                             |                                         |               |
| Thừa Thiên - Huế  | 22                    | Trung tâm THVN tại Thừa Thiên Huế                                          |                             |                                         |               |
| Đà Nẵng           | 12                    | Núi Sơn Trà Trung tâm THVN tại TP Đà Nẵng                                  |                             |                                         |               |
| Quảng Nam         | 23                    | Đồi An Hà, TP Tam Kỳ                                                       |                             |                                         |               |
| Quảng Ngãi        | 10                    | Đài PTTH Quảng Ngãi                                                        |                             |                                         |               |
| Gia Lai           | 12                    | Đài PTTH Gia Lai, TP Quy Nhơn                                              |                             |                                         |               |
| Phú Yên           | 9                     | Núi Vũng Chua                                                              |                             |                                         |               |
| Khánh Hòa         | 12                    | Đài PTTH Khánh Hòa                                                         |                             |                                         |               |
| Ninh Thuận        | 6                     | Đài PTTH Ninh Thuận                                                        |                             |                                         |               |
| Bình Thuận        | 8                     | Đài PTTH Bình Thuận, TP Phan Thiết                                         |                             |                                         |               |
| Kon Tum           | 8 ➡ 26                | Đài PTTH Kon Tum                                                           |                             |                                         |               |
| Gia Lai           | 9                     | Núi Hàm Rồng                                                               |                             |                                         |               |
| Đắk Lắk           | 12                    | Đèo Hà Lan                                                                 | 10                          | Đài PTTH Đắk Lắk - TT phát sóng số 7    | [ 17 ]        |
| Đắk Nông          | 21                    | Đài PTTH Đắk Nông                                                          |                             |                                         |               |
| Lâm Đồng          | 11                    | Trạm phát sóng Cầu Đất, TP Đà Lạt                                          | 8                           | Đài PTTH Lâm Đồng                       |               |
| Bình Phước        | 8                     | Trạm phát sóng Bà Rá - Phước Long                                          |                             |                                         |               |
| Tây Ninh          | 22                    | Trạm phát sóng Núi Bà Đen                                                  |                             |                                         |               |
| Bình Dương        | 21                    | Trạm phát sóng An Thạnh, TP Thuận An                                       |                             |                                         |               |
| Bà Rịa - Vũng Tàu | 38                    | Đài PTTH Bà Rịa - Vũng Tàu                                                 |                             |                                         |               |
| TP.Hồ Chí Minh    | 60                    | Saigon Centre, Quận 1                                                      | 28 (trước 2002)             | Đài Truyền hình TPHCM                   |               |
| Đồng Nai          | 10                    | Núi Chứa Chan, Huyện Xuân Lộc                                              |                             |                                         |               |
| Bến Tre           | 38                    | Đài PTTH Bến Tre                                                           |                             |                                         |               |
| Cần Thơ           | 46                    | Trung tâm THVN tại TP Cần Thơ                                              |                             |                                         |               |
| Trà Vinh          | 45                    | Đài PTTH Trà Vinh                                                          |                             |                                         |               |
| Sóc Trăng         | 50                    | Đài PTTH Sóc Trăng                                                         |                             |                                         |               |
| Bạc Liêu          | 27                    | Đài PTTH Bạc Liêu                                                          |                             |                                         |               |
| Cà Mau            | 39                    | Đài PTTH Cà Mau                                                            |                             |                                         |               |
| Kiên Giang        | 30                    | Trạm phát sóng Núi Hòn Me - Huyện Hòn Đất                                  | 47                          | Đài Truyền thanh truyền hình TP Hà Tiên |               |
| An Giang          | 24                    | Núi Cấm                                                                    |                             |                                         |               |

### VTV2
| Tỉnh thành        | Kênh tần số (UHF/VHF)                  | Trạm phát (chính)                                                         | Kênh tần số thứ 2 (UHF/VHF) | Trạm phát (chính)                     | Tham chiếu    |
| ----------------- | -------------------------------------- | ------------------------------------------------------------------------- | --------------------------- | ------------------------------------- | ------------- |
| Lào Cai           | 23                                     | TP Lào Cai                                                                |                             |                                       |               |
| Lai Châu          | 8                                      | Đài PTTH Lai Châu                                                         | 23                          | TP Điện Biên (tỉnh Lai Châu cũ)       |               |
| Yên Bái           | 12 22 (cũ,2017-2020) 23 (cũ, ? - 2017) | Đài PTTH Yên Bái                                                          |                             |                                       |               |
| Điện Biên         | 23                                     | Đài PTTH Điện Biên                                                        |                             |                                       |               |
| Sơn La            | 23                                     | Đài PTTH Sơn La                                                           |                             |                                       |               |
| Hòa Bình          | 28                                     | Đài PTTH Hòa Bình                                                         |                             |                                       |               |
| Hà Giang          | 23                                     | Đài PTTH Hà Giang - Trung tâm phát sóng núi Cấm                           | 9 (phát chung với HGTV)     | Trung tâm phát sóng cổng trời Quản Bạ |               |
| Cao Bằng          | 6                                      | Đài PTTH Cao Bằng                                                         |                             |                                       |               |
| Bắc Kạn           | 10                                     | Đài PTTH Bắc Kạn                                                          |                             |                                       |               |
| Lạng Sơn          | 21                                     | Đài PTTH Lạng Sơn                                                         |                             |                                       |               |
| Tuyên Quang       | 34                                     | Đài PTTH Tuyên Quang                                                      |                             |                                       |               |
| Quảng Ninh        | 36                                     | Đồi cột 5, Đài PTTH Quảng Ninh                                            | 11                          | Đài TT-TH Móng Cái                    |               |
| Hà Nội            | 11 9 (đến năm 2001)                    | Trung tâm phát sóng Giảng Võ (cũ) ➡ Trung tâm Truyền dẫn Phát sóng Mễ Trì |                             |                                       |               |
| Hải Phòng         | 38                                     | Đài PTTH Hải Phòng                                                        | 44                          | Đài PTTH Hải Phòng                    |               |
| Nam Định          | 25                                     | Đài PTTH Nam Định                                                         |                             |                                       |               |
| Thái Bình         | 6(sáng & trưa, đến 2016)               | Đài PTTH Thái Bình                                                        |                             |                                       |               |
| Thanh Hóa         | 12                                     | Đồi Quyết Thắng, TP Thanh Hóa                                             |                             |                                       |               |
| Nghệ An           | 28 ➡ 6 -> 12                           | Đài PTTH Nghệ An                                                          |                             |                                       | [ 18 ]        |
| Hà Tĩnh           | 26                                     | Đài PTTH Hà Tĩnh                                                          |                             |                                       |               |
| Quảng Bình        | 10                                     | Đài PTTH Quảng Bình                                                       |                             |                                       |               |
| Quảng Trị         | 32 ➡ 8                                 | Đài PTTH Quảng Trị                                                        |                             |                                       |               |
| Thừa Thiên - Huế  | 25 ➡ 46                                | Đài PTTH Thừa Thiên - Huế                                                 |                             |                                       |               |
| Đà Nẵng           | 26                                     | Trạm phát sóng Sơn Trà                                                    |                             |                                       |               |
| Quảng Nam         | 28                                     | Đồi An Hà, TP Tam Kỳ                                                      |                             |                                       |               |
| Quảng Ngãi        | 8 -> 12                                | Đài PTTH Quảng Ngãi                                                       |                             |                                       |               |
| Gia Lai           | 8                                      | Núi Vũng Chua                                                             |                             |                                       |               |
| Phú Yên           | 23                                     | Núi Chóp Chài                                                             |                             |                                       |               |
| Khánh Hòa         | 22                                     | Đài PTTH Khánh Hòa                                                        |                             |                                       |               |
| Ninh Thuận        | 30 ➡ 27 (từ 2017)                      | Đài PTTH Ninh Thuận                                                       |                             |                                       |               |
| Bình Thuận        | 26                                     | Đài PTTH Bình Thuận                                                       |                             |                                       |               |
| Kon Tum           | 8                                      | Đài PTTH Kon Tum                                                          |                             |                                       |               |
| Gia Lai           | 7                                      | Núi Hàm Rồng                                                              |                             |                                       |               |
| Đắk Lắk           | 31 ➡ 26                                | Đèo Hà Lan, TX Buôn Hồ                                                    | 12                          | Đài PTTH Đắk Lắk (TT phát sóng số 7)  |               |
| Đắk Nông          | 24                                     | Đài PTTH Đắk Nông                                                         |                             |                                       |               |
| Lâm Đồng          | 25                                     | Cầu Đất                                                                   |                             |                                       |               |
| Bình Phước        | 23                                     | Trạm phát sóng Bà Rá - Phước Long                                         |                             |                                       |               |
| Bình Dương        | 32 ➡ 46                                | Trạm phát sóng An Thạnh, TP Thuận An                                      | 40 (cũ)                     | Đài PTTH Bình Dương                   | [ 19 ]        |
| Bà Rịa - Vũng Tàu | 61                                     | Đài PTTH Bà Rịa - Vũng Tàu                                                | 48                          | Đài PTTH Bà Rịa - Vũng Tàu            |               |
| TP.Hồ Chí Minh    | 32                                     | Đài Truyền hình TPHCM (trước 2010s)                                       |                             |                                       | [ 20 ] [ 21 ] |
| Bến Tre           | 40                                     | Đài PTTH Bến Tre                                                          |                             |                                       |               |
| Cần Thơ           | 12                                     | Trung tâm THVN tại TP Cần Thơ                                             |                             |                                       |               |
| Sóc Trăng         | 50                                     | Đài PTTH Sóc Trăng                                                        |                             |                                       |               |
| Bạc Liêu          | 21 ➡ 47                                | Đài PTTH Bạc Liêu                                                         |                             |                                       |               |
| Cà Mau            | 44                                     | Đài PTTH Cà Mau                                                           |                             |                                       |               |
| Kiên Giang        | 32                                     | Trạm phát sóng Núi Hòn Me, Huyện Hòn Đất                                  |                             |                                       |               |
| An Giang          | 53                                     | Trạm phát sóng Núi Cấm                                                    |                             |                                       |               |

### VTV3
| Tỉnh thành        | Kênh tần số (UHF/VHF)   | Trạm phát (chính)                                                         | Kênh tần số thứ 2 (UHF/VHF) | Trạm phát (chính)                                   | Tham chiếu                         |
| ----------------- | ----------------------- | ------------------------------------------------------------------------- | --------------------------- | --------------------------------------------------- | ---------------------------------- |
| Lào Cai           | 6                       | Đài PTTH Lào Cai                                                          |                             |                                                     |                                    |
| Lai Châu          | 12                      | Đài PTTH Lai Châu                                                         | 7                           | Đài PTTH Lai Châu (tại TP Điện Biên cũ, trước 2004) |                                    |
| Yên Bái           | 27 ➡ 22 (từ 2020)       | Đài PTTH Yên Bái                                                          |                             |                                                     | [ 22 ]                             |
| Điện Biên         | 12                      | Đài PTTH Điện Biên                                                        |                             |                                                     |                                    |
| Sơn La            | 11                      | Đài PTTH Sơn La                                                           |                             |                                                     |                                    |
| Hòa Bình          | 10 ➡ 33                 | Đài PTTH Hòa Bình                                                         |                             |                                                     | [ 23 ]                             |
| Hà Giang          | 11 ➡ 6                  | Trạm phát sóng Núi Cấm - Đài PTTH Hà Giang                                | 12                          | Trạm phát sóng cổng trời Quản Bạ                    |                                    |
| Cao Bằng          | 23                      | Đài PTTH Cao Bằng                                                         |                             |                                                     |                                    |
| Bắc Kạn           | 25                      | Đài PTTH Bắc Kạn                                                          |                             |                                                     |                                    |
| Lạng Sơn          | 7                       | Đài PTTH Lạng Sơn                                                         |                             |                                                     | [ 24 ]                             |
| Tuyên Quang       | 26                      | Đài PTTH Tuyên Quang                                                      |                             |                                                     | [ 25 ]                             |
| Quảng Ninh        | 31                      | Đồi cột 5, đài PTTH Quảng Ninh                                            | 9                           | Đài TT-TH Móng Cái                                  | [ 26 ]                             |
| Hà Nội            | 6/9 ➡ 22                | Trung tâm phát sóng Giảng Võ (cũ) ➡ Trung tâm Truyền dẫn Phát sóng Mễ Trì |                             |                                                     | [ 27 ] [ 28 ] [ 29 ] [ 30 ] [ 31 ] |
| Hải Phòng         | 8                       | Đài PTTH Hải Phòng                                                        | 46                          | Đài PTTH Hải Phòng                                  | [ 32 ]                             |
| Nam Định          | 47 ➡ 50                 | Đài PTTH Nam Định                                                         |                             |                                                     |                                    |
| Thái Bình         | 6 (chiều tối, đến 2016) | Đài PTTH Thái Bình                                                        |                             |                                                     |                                    |
| Ninh Bình         | 12                      | Đài PTTH Ninh Bình                                                        |                             |                                                     |                                    |
| Thanh Hóa         | 7                       | Đổi Quyết Thắng, TP Thanh Hóa                                             |                             |                                                     |                                    |
| Nghệ An           | 23                      | Đài PTTH Nghệ An                                                          |                             |                                                     |                                    |
| Hà Tĩnh           | 12                      | Đài PTTH Hà Tĩnh                                                          |                             |                                                     |                                    |
| Quảng Bình        | 23                      | Đài PTTH Quảng Bình                                                       |                             |                                                     |                                    |
| Quảng Trị         | 30 ➡ 23 (từ 2017)       | Đài PTTH Quảng Trị                                                        |                             |                                                     |                                    |
| Thừa Thiên - Huế  | 7                       | Trung tâm THVN tại Thừa Thiên Huế                                         |                             |                                                     |                                    |
| Đà Nẵng           | 21                      | Trạm phát sóng Sơn Trà                                                    |                             |                                                     | [ 33 ]                             |
| Quảng Nam         | 6 ➡ 33                  | Đồi An Hà, TP Tam Kỳ                                                      |                             |                                                     | [ 34 ]                             |
| Quảng Ngãi        | 12                      | Đài PTTH Quảng Ngãi                                                       |                             |                                                     |                                    |
| Gia Lai           | 27                      | Núi Vũng Chua                                                             |                             |                                                     |                                    |
| Phú Yên           | 11 ➡ 21                 | Núi Chóp Chài                                                             |                             |                                                     |                                    |
| Khánh Hòa         | 6                       | Đài PTTH Khánh Hòa                                                        |                             |                                                     |                                    |
| Ninh Thuận        | 23                      | Đài PTTH Ninh Thuận                                                       |                             |                                                     |                                    |
| Bình Thuận        | 28                      | Đài PTTH Bình Thuận                                                       |                             |                                                     |                                    |
| Kon Tum           | 23                      | Đài PTTH Kon Tum                                                          |                             |                                                     |                                    |
| Gia Lai           | 25                      | Núi Hàm Rồng                                                              |                             |                                                     |                                    |
| Đắk Lắk           | 38                      | Đài PTTH Đắk Lắk - TT phát sóng số 7                                      | 28                          | Đèo Hà Lan                                          |                                    |
| Đắk Nông          | 27 -> 6                 | Đài PTTH Đắk Nông                                                         |                             |                                                     |                                    |
| Lâm Đồng          | 9                       | Trạm phát sóng Cầu Đất, TP Đà Lạt                                         |                             |                                                     |                                    |
| Bình Phước        | 6➡35➡12 (từ 2014)       | Trạm phát hình Bà Rá                                                      |                             |                                                     |                                    |
| Bình Dương        | 28                      | Trạm phát sóng An Thạnh, TP Thuận An                                      |                             |                                                     | [ 35 ] [ 36 ]                      |
| Bà Rịa - Vũng Tàu | 24                      | Đài PTTH Bà Rịa - Vũng Tàu                                                |                             |                                                     |                                    |
| TP.Hồ Chí Minh    | 62                      | Saigon Centre, Quận 1                                                     | 21                          | Đài Truyền hình TPHCM                               |                                    |
| Bến Tre           | 47                      | Đài PTTH Bến Tre                                                          |                             |                                                     |                                    |
| Cần Thơ           | 49 ➡ 6                  | Trung tâm THVN tại TP Cần Thơ                                             | 10                          | Trung tâm THVN tại TP Cần Thơ                       |                                    |
| Sóc Trăng         | 10                      | Đài PTTH Sóc Trăng                                                        |                             |                                                     | [ 37 ]                             |
| Bạc Liêu          | 21                      | Đài PTTH Bạc Liêu                                                         |                             |                                                     |                                    |
| Cà Mau            | 42                      | Đài PTTH Cà Mau                                                           |                             |                                                     |                                    |
| Kiên Giang        | 28                      | Trạm phát sóng Hòn Me, huyện Hòn Đất                                      |                             |                                                     |                                    |
| An Giang          | 41                      | Trạm phát sóng Núi Cấm                                                    |                             |                                                     |                                    |

### VTV4
| Tỉnh thành      | Kênh tần số (UHF/VHF) | Trạm phát (chính)                  | Chú thích     |
| --------------- | --------------------- | ---------------------------------- | ------------- |
| Hà Nội          | 22 ➡ 4 ➡ 2            | Trung tâm phát hình Giảng Võ (cũ)  | 2000s - 2010s |
| Đà Nẵng         | 27                    | Trạm phát sóng truyền hình Sơn Trà |               |
| TP. Hồ Chí Minh | 24                    | Đài Truyền hình TPHCM              |               |

### VTV5
| Tỉnh thành | Kênh tần số (UHF/VHF) | Trạm phát (chính)                               | Chú thích     |
| ---------- | --------------------- | ----------------------------------------------- | ------------- |
| Điện Biên  | 25                    | Đài PTTH Điện Biên                              |               |
| Hà Nội     | 4                     | Trung tâm phát hình Giảng Võ (cũ)               | 2000s - 2010s |
| Quảng Nam  | 33                    | Đài PTTH Quảng Nam                              |               |
| Kon Tum    | 38                    | Đài PTTH Kon Tum                                |               |
| Đắk Lắk    | 6 38                  | Đèo Hà Lan TT phát sóng số 7 - Đài PTTH Đắk Lắk |               |
| Lâm Đồng   | 22 28                 | Đài Truyền thanh - Truyền hình Di Linh          |               |

### VTV6(cũ, nay làVTV Cần Thơ)
| Tỉnh thành     | Kênh tần số (UHF/VHF) | Trạm phát (chính)                                                         | Chú thích     |
| -------------- | --------------------- | ------------------------------------------------------------------------- | ------------- |
| Lào Cai        | 25 ➡ 27               | Đài PTTH Lào Cai                                                          |               |
| Điện Biên      | 10 ➡ 8                | Đài PTTH Điện Biên                                                        |               |
| Hòa Bình       | 10                    | Đài PTTH Hòa Bình                                                         |               |
| Bắc Kạn        | 33                    | Đài PTTH Bắc Kạn                                                          |               |
| Lạng Sơn       | 33                    | Trạm phát sóng Mẫu Sơn                                                    |               |
| Hà Nội         | 54                    | Trung tâm phát hình Giảng Võ (cũ) ➡ Trung tâm Truyền dẫn phát sóng Mễ Trì |               |
| Nam Định       | 53                    | Đài PTTH Nam Định                                                         |               |
| Thanh Hóa      | 40                    | Đồi Quyết Thắng, TP Thanh Hóa                                             |               |
| Nghệ An        | 43                    | Đài PTTH Nghệ An                                                          |               |
| Hà Tĩnh        | 9                     | Núi Thiên Tương                                                           |               |
| Thừa Thiên Huế | 41                    | Trung tâm THVN tại Thừa Thiên Huế                                         |               |
| Đà Nẵng        | 47                    | Trạm phát sóng Sơn Trà                                                    |               |
| Gia Lai        | 10                    | Núi Vũng Chua, Gia Lai                                                    |               |
| Phú Yên        | 41                    | Núi Chóp Chài, TP Tuy Hòa                                                 | [ 38 ]        |
| Đắk Nông       | 12                    | Đài PTTH Đắk Nông                                                         |               |
| Đắk Lắk        | 38                    | Trung tâm phát sóng số 7, Đài PTTH Đắk Lắk                                | [ 39 ]        |
| Bình Dương     | 48                    | An Thạnh, Thuận An                                                        |               |
| TP Hồ Chí Minh | 48                    | Saigon Centre, Quận 1                                                     | [ 40 ] [ 2 ]  |
| Cần Thơ        | 58 ➡ 22               | Trung tâm THVN tại Cần Thơ                                                | [ 41 ] [ 42 ] |

### Kênh khu vực
Danh sách dưới đây chỉ bao gồm những trạm chính và các trạm phát lại do các kênh khu vực đặt.
| Tỉnh thành        | Kênh                         | Kênh tần số (UHF/VHF) | Trạm phát                                             | Kênh tần số thứ 2 (UHF/VHF) | Trạm phát                     | Tham chiếu           |
| ----------------- | ---------------------------- | --------------------- | ----------------------------------------------------- | --------------------------- | ----------------------------- | -------------------- |
| Thừa Thiên Huế    | VTV Huế                      | 7 ➡ 9                 | Trung tâm Truyền hình Việt Nam tại TP.Huế             | 25                          | //                            |                      |
| Đà Nẵng           | VTV Đà Nẵng                  | 9                     | Trạm phát hình Sơn Trà Trung tâm THVN tại TP. Đà Nẵng |                             |                               | [ 43 ]               |
| Kon Tum           | VTV Đà Nẵng (DVTV)           | 9                     | TP Kon Tum                                            |                             |                               |                      |
| Gia Lai           | VTV Đà Nẵng (DVTV)           | 12                    | Núi Hàm Rồng                                          |                             |                               |                      |
| Đắk Lắk           | VTV Đà Nẵng (DVTV)           | 11                    | TP Buôn Ma Thuột                                      |                             |                               |                      |
| Phú Yên           | VTV Phú Yên                  | 7                     | Núi Chóp Chài                                         |                             |                               |                      |
| Lâm Đồng          | VTV9, VTV Đà Nẵng            | 34                    | TP Đà Lạt                                             | 30                          | //                            |                      |
| TP.Hồ Chí Minh    | VTV9                         | 42                    | Saigon Centre (Quận 1)                                |                             |                               | [ 44 ]               |
| Cần Thơ           | VTV Cần Thơ 1, VTV Cần Thơ 2 | 6 ➡ 49 21             | Trung tâm THVN tại TP.Cần Thơ                         | 51                          | Trung tâm THVN tại TP.Cần Thơ | [ 45 ] [ 46 ] [ 47 ] |
| An Giang          | VTV Cần Thơ 1, VTV Cần Thơ 2 | 11                    | Núi Sam, Châu Đốc                                     | 56                          | Núi Sam, Châu Đốc             |                      |
| Bà Rịa - Vũng Tàu | VTV Cần Thơ 1                | 26                    | Núi Thánh Giá, Côn Đảo                                |                             |                               |                      |

## Truyền hình địa phương[1]
Danh sách đưới đây chỉ bao gồm các đài của địa phương đó phát tại trạm chính. Thứ tự của các tỉnh dựa theo từng vùng miền, từ Bắc vào Nam.
| Tỉnh thành            | Kênh                               | Kênh tần số (UHF/VHF)                | Trạm phát (chính)                                            | Kênh tần số 2 (UHF/VHF)                                                 | Trạm phát thứ 2                                                     | Tham chiếu                                      |
| --------------------- | ---------------------------------- | ------------------------------------ | ------------------------------------------------------------ | ----------------------------------------------------------------------- | ------------------------------------------------------------------- | ----------------------------------------------- |
| Lào Cai               | THLC                               | 9                                    | Đài PTTH Lào Cai                                             |                                                                         |                                                                     | [ 48 ] [ 49 ] [ 50 ]                            |
| Lai Châu              | LTV                                | 10                                   | Đài PTTH Lai Châu                                            | 9 (cũ)                                                                  | Đài PTTH Lai Châu (TP. Điện Biên cũ)                                |                                                 |
| Yên Bái               | YTV                                | 10 ➡ 6                               | Đài PTTH Yên Bái                                             |                                                                         |                                                                     | [ 51 ]                                          |
| Điện Biên             | ĐTV                                | 9 ⏩ 8                               | Đài PTTH Điện Biên                                           |                                                                         |                                                                     | [ 52 ] [ 4 ]                                    |
| Sơn La                | STV                                | 6                                    | Đài PTTH Sơn La                                              |                                                                         |                                                                     | [ 53 ]                                          |
| Hòa Bình              | HBTV                               | 8 12                                 | Đài PTTH Hòa Bình Dốc Cun                                    |                                                                         |                                                                     | [ 54 ] [ 4 ]                                    |
| Hà Giang              | HGTV                               | 6 ➡ 11                               | Đài PTTH Hà Giang ➡ Đài phát xạ Núi Cấm                      | 9 (phát chung với VTV2)                                                 | Đài Phát sóng Cổng trời Quản Bạ                                     | [ 55 ]                                          |
| Cao Bằng              | CRTV                               | 11                                   | Đài PTTH Cao Bằng                                            |                                                                         |                                                                     |                                                 |
| Bắc Kạn               | TBK                                | 7                                    | Đài PTTH Bắc Kạn                                             |                                                                         |                                                                     |                                                 |
| Lạng Sơn              | LSTV                               | 10                                   | Đài PTTH Lạng Sơn                                            | 9                                                                       | Đài PTTH Lạng Sơn                                                   | [ 56 ] [ 57 ]                                   |
| Tuyên Quang           | TTV                                | 8                                    | Đài PTTH Tuyên Quang                                         |                                                                         |                                                                     | [ 58 ]                                          |
| Thái Nguyên           | TN1 TN2 (cũ)                       | 7 (cũ) ➡ 32                          | TP. Thái Nguyên                                              | 7 (tiếp VTV3/HTV7)                                                      | TP. Thái Nguyên                                                     | [ 59 ]                                          |
| Phú Thọ               | PTV                                | 7                                    | Đài PTTH Phú Thọ                                             | 36                                                                      | Đài PTTH Phú Thọ                                                    | [ 60 ]                                          |
| Bắc Giang             | BGTV (BBS)                         | 8                                    | Đài PTTH Bắc Giang                                           | 30                                                                      | Đài PTTH Bắc Giang                                                  | [ 61 ]                                          |
| Quảng Ninh            | QTV1, QTV2 (cũ), QTV3              | 12                                   | Đồi cột 5, TP Hạ Long                                        | 36 (QTV2 tiếp VTV2) 7 (QTV3)                                            | Đồi cột 5, TP Hạ Long                                               | [ 62 ] [ 63 ]                                   |
| Hà Nội                | HanoiTV1, HanoiTV2                 | 6 49                                 | Đài Phát sóng Giảng Võ Trung tâm truyền dẫn phát sóng Mễ Trì | 12 ➡ 24 (Hà Tây cũ)                                                     | Đài PTTH Hà Nội (Hà Đông)                                           | [ 64 ] [ 65 ]                                   |
| Hải Phòng             | THP                                | 10 ➡ 8 ➡ 28                          | Đài PTTH Hải Phòng                                           |                                                                         |                                                                     | [ 66 ]                                          |
| Bắc Ninh              | BTV                                | 12 ➡ 37                              | Dốc Suối Hoa, TP Bắc Ninh                                    | 7 52                                                                    | Dốc Suối Hoa, TP Bắc Ninh                                           | [ 67 ] [ 68 ]                                   |
| Hà Nam                | THHN (HANAM)                       | 45                                   | Đài PTTH Hà Nam                                              | 10 (tiếp VTV3 & HTV7)                                                   | Đài PTTH Hà Nam                                                     | [ 69 ] [ 70 ]                                   |
| Hải Dương             | THD1 THD2 (cũ)                     | 8 (Hải Hưng) ➡7➡40                   | Đài PTTH Hải Dương                                           | 7 (tiếp VTV3)                                                           | Đài PTTH Hải Dương                                                  | [ 71 ]                                          |
| Hưng Yên              | HY                                 | 7                                    | Đài PTTH Hưng Yên                                            | 42                                                                      | Đài PTTH Hưng Yên                                                   | [ 72 ]                                          |
| Nam Định              | NTV                                | 8                                    | Đài PTTH Nam Định                                            | 37                                                                      | Đài PTTH Nam Định                                                   | [ 73 ]                                          |
| Thái Bình             | TBTV                               | 6                                    | Đài PTTH Thái Bình                                           | 35                                                                      | Đài PTTH Thái Bình                                                  | [ 74 ]                                          |
| Vĩnh Phúc             | VP                                 | 7 -> 12                              | Đài PTTH Vĩnh Phúc                                           | 41                                                                      | Đài PTTH Vĩnh Phúc                                                  | [ 75 ]                                          |
| Ninh Bình             | NBTV (NTV) NBTV+ (NTV+)            | 39                                   | Đài PTTH Ninh Bình                                           | 6 (tiếp VCTV2) 12 (tiếp VTV3)                                           | Đài PTTH Ninh Bình                                                  | [ 76 ]                                          |
| Thanh Hóa             | TTV                                | 7 ➡ 9                                | Đồi Quyết Thắng, TP Thanh Hóa                                | 62                                                                      | Đồi Quyết Thắng, TP Thanh Hóa                                       | [ 77 ]                                          |
| Nghệ An               | NTV                                | 11                                   | Đài PTTH Nghệ An                                             |                                                                         |                                                                     | [ 78 ] [ 79 ]                                   |
| Hà Tĩnh               | HTTV (THT)                         | 6                                    | Đài PTTH Hà Tĩnh                                             | 33                                                                      | Núi Thiên Tượng, Hồng Lĩnh                                          | [ 81 ]                                          |
| Quảng Bình            | QBTV                               | 7                                    | Đài PTTH Quảng Bình                                          |                                                                         |                                                                     | [ 82 ]                                          |
| Quảng Trị             | QRTV                               | 11                                   | Đài PTTH Quảng Trị                                           |                                                                         |                                                                     | [ 83 ]                                          |
| Thừa Thiên - Huế      | TRT                                | 12 ➡ 28                              | Đài PTTH Thừa Thiên Huế                                      | 12                                                                      | Đài PTTH Thừa Thiên Huế                                             | [ 84 ]                                          |
| Đà Nẵng               | DanangTV1, DanangTV2               | 7 (DRT1) 24 (DRT2)                   | Núi Sơn Trà, Quận Sơn Trà                                    |                                                                         |                                                                     | [ 85 ]                                          |
| Quảng Nam             | QRT                                | 31                                   | Đồi An Hà, TP Tam Kỳ                                         | 35 (Bà Nà) 43                                                           | Bà Nà & Điện Bàn                                                    | [ 86 ]                                          |
| Quảng Ngãi            | PTQ1 PTQ2                          | 7                                    | Đài PTTH Quảng Ngãi                                          | 12                                                                      | Đài PTTH Quảng Ngãi                                                 | [ 87 ]                                          |
| Gia Lai               | BTV                                | 6                                    | Núi Vũng Chua, TP Quy Nhơn                                   | 22                                                                      | Đài PTTH Gia Lai, TP Quy Nhơn                                       |                                                 |
| Phú Yên               | PTP                                | 37                                   | Núi Chóp Chài, TP Tuy Hòa                                    |                                                                         |                                                                     | [ 88 ] [ 89 ] [ 90 ]                            |
| Khánh Hòa             | KTV KTV2                           | 9                                    | Đài PTTH Khánh Hòa                                           | 22 (trên tần số VTV2)                                                   | Đài PTTH Khánh Hòa                                                  | [ 91 ] [ 92 ]                                   |
| Ninh Thuận            | NTV                                | 8                                    | Đài PTTH Ninh Thuận                                          |                                                                         |                                                                     | [ 93 ]                                          |
| Bình Thuận            | BTV                                | 12                                   | Đài PTTH Bình Thuận                                          |                                                                         |                                                                     | [ 94 ]                                          |
| Kon Tum               | KRT                                | 6                                    | Đài PTTH Kon Tum                                             |                                                                         |                                                                     | [ 95 ]                                          |
| Gia Lai               | THGL                               | 11                                   | Núi Hàm Rồng                                                 |                                                                         |                                                                     | [ 96 ]                                          |
| Đắk Lắk               | DRT                                | 9                                    | Đài PTTH Đắk Lắk                                             | 6                                                                       | Đèo Hà Lan                                                          |                                                 |
| Đắk Nông              | PTD                                | 34                                   | Đài PTTH Đắk Nông                                            | 10                                                                      | Đài PTTH Đắk Nông                                                   |                                                 |
| Lâm Đồng              | LTV                                | 6                                    | Đài PTTH Lâm Đồng                                            | 23, 27                                                                  | Bảo Lâm, Đạ Tẻh                                                     | [ 97 ]                                          |
| Bình Phước            | BPTV1 BPTV2 BPTV3                  | 25 ➡ 35 (từ 2014) 8 (trong năm 2004) | Trạm phát sóng Bà Rá, Phước Long                             | 6 (BPTV2) 12 (tiếp VTV6)                                                | Đài PTTH Bình Phước (TP Đồng Xoài) Trạm phát sóng Bà Rá, Phước Long | [ 98 ] [ 99 ] [ 100 ] [ 101 ] [ 102 ]           |
| Tây Ninh              | TTV11                              | 11                                   | Đài PTTH Tây Ninh                                            | 11                                                                      | Núi Bà Đen                                                          | [ 103 ] [ 104 ] [ 105 ] [ 106 ]                 |
| Bình Dương            | BTV1 BTV2                          | 44                                   | Đài PTTH Bình Dương                                          | 40                                                                      | Đài PTTH Bình Dương                                                 | [ 107 ] [ 108 ] [ 109 ] [ 110 ]                 |
| Đồng Nai              | ĐNRTV1 DNRTV2 DN3 DN4              | 12 ➡ 36 (DN1)                        | Đài PTTH Đồng Nai                                            | 12 (DN2) 33 (DN3) 34 (DN4) 31 (DN1, Thống Nhất) 45 (DN1, Núi Chứa Chan) | Đài PTTH Đồng Nai (trước 2009) Đài Truyền thanh Cẩm Mỹ              | [ 111 ] [ 112 ] [ 113 ] [ 114 ] [ 115 ] [ 116 ] |
| Bà Rịa - Vũng Tàu     | BRT                                | 11                                   | Núi Nhỏ, TP Vũng Tàu                                         | 41                                                                      | Đài PTTH Bà Rịa - Vũng Tàu (TP Bà Rịa)                              | [ 117 ] [ 118 ] [ 119 ]                         |
| Thành phố Hồ Chí Minh | HTV1, HTV2, HTV3, HTV4, HTV7, HTV9 | 7 (H7) 9 (H9)                        | Đài Truyền hình TPHCM                                        | 46 (H1) 30 (H2), 27 (H3) 35 (H4) (trước 2009)                           | Đài Truyền hình TPHCM Tòa nhà Sunwah Tower (30)                     | [ 120 ] [ 121 ] [ 122 ] [ 123 ] [ 124 ]         |
| Long An               | LA34                               | 34                                   | Đài PTTH Long An                                             | 47                                                                      | Đài Truyền thanh huyện Vĩnh Hưng                                    | [ 125 ] [ 126 ]                                 |
| Tiền Giang            | THTG                               | 26                                   | Đài PTTH Tiền Giang                                          | 12 (tiếp phát HTV7)                                                     | Đài PTTH Tiền Giang                                                 | [ 127 ] [ 128 ]                                 |
| Bến Tre               | THBT                               | 23                                   | Đài PTTH Bến Tre                                             |                                                                         |                                                                     | [ 129 ]                                         |
| Đồng Tháp             | THĐT1                              | 29                                   | Đài PTTH Đồng Tháp                                           | 11 (trước 1991)                                                         | Đài PTTH Đồng Tháp                                                  | [ 130 ]                                         |
| Vĩnh Long             | THVL1, THVL2, THVL3 THVL4          | 31                                   | Đài PTTH Vĩnh Long                                           | 8 10                                                                    | Đài PTTH Vĩnh Long                                                  | [ 131 ] [ 132 ] [ 133 ]                         |
| Cần Thơ               | THTPCT                             | 7➡ 11➡43                             | Công an quận Cái Răng (cũ) ➡ Đài PTTH Cần Thơ                | 3                                                                       | Đài PTTH Cần Thơ                                                    | [ 134 ]                                         |
| Hậu Giang             | HGTV                               | 56                                   | Đài PTTH Hậu Giang Đài PTTH Cần Thơ (trước 2005)             | 55                                                                      | Đài PTTH Hậu Giang (cũ)                                             | [ 135 ] [ 136 ]                                 |
| Trà Vinh              | THTV THTV2                         | 11➡35                                | Đài PTTH Trà Vinh                                            |                                                                         |                                                                     | [ 137 ] [ 138 ]                                 |
| Sóc Trăng             | STV1, STV2, STV3                   | 10 ➡ 21 ➡ 25 ➡ 22                    | Đài PTTH Sóc Trăng                                           | 50 ➡ 55 10                                                              | Đài PTTH Sóc Trăng                                                  | [ 139 ] [ 140 ]                                 |
| Bạc Liêu              | BLTV                               | 33 ➡ 32                              | Đài PTTH Bạc Liêu                                            | 12                                                                      | Đài PTTH Bạc Liêu                                                   | [ 141 ]                                         |
| Cà Mau                | CTV1 (CTV8), CTV2 (CTV12)          | 8                                    | Đài PTTH Cà Mau                                              | 12                                                                      | Đài PTTH Cà Mau (tiếp phát chương trình VTV3/VTV5)                  | [ 142 ] [ 143 ]                                 |
| Kiên Giang            | KG PTTH (THKG10)                   | 10                                   | Trạm phát sóng núi Hòn Me, huyện Hòn Đất                     |                                                                         |                                                                     | [ 144 ] [ 145 ]                                 |
| An Giang              | ATV1, ATV2 ATV3                    | 55                                   | Đài PTTH An Giang                                            | 8                                                                       | Trạm phát sóng Núi Cấm                                              | [ 146 ] [ 147 ]                                 |

## Truyền hình huyện
Bản liệt kê dưới đây chỉ bao gồm các kênh truyền hình tại các huyện thuộc tỉnh, thành, được sắp xếp theo từng khu vực từ Bắc vào Nam và thứ tự kênh tần số (từ 2 - 62 UHF).
| Tỉnh thành            | Huyện                                                                               | Kênh    | Tham chiếu                   |
| --------------------- | ----------------------------------------------------------------------------------- | ------- | ---------------------------- |
| Lào Cai               | Bát Xát, Văn Bàn, Bắc Hà                                                            | 7       |                              |
| Lào Cai               | Mường Khương, Bảo Yên                                                               | 10      |                              |
| Lào Cai               | Bảo Thắng                                                                           | 11      |                              |
| Lào Cai               | Bắc Hà, Si Ma Cai, Văn Bàn                                                          | 12      |                              |
| Lào Cai               | Sapa                                                                                |         |                              |
|                       | Quận 1                                                                              |         |                              |
|                       | Quận 3, 4, 5, 6, 7, 8, 10, 11, 12                                                   |         |                              |
| Thành phố Hồ Chí Minh | Thành phố Thủ Đức                                                                   |         |                              |
|                       | Quận Bình Thạnh, Bình Tân, Tân Phú, Phú Nhuận, Gò Vấp, Tân Bình                     |         |                              |
|                       | Huyện Bình Chánh, Củ Chi                                                            |         |                              |
|                       | Huyện Cần Giờ, Nhà Bè                                                               |         |                              |
| Yên Bái               | Trạm Tấu, Mù Cang Chải                                                              | 10      |                              |
| Yên Bái               | Văn Chấn, Lục Yên, Nghĩa Lộ                                                         | 11      |                              |
| Yên Bái               | Lục Yên, Yên Bình                                                                   | 12      |                              |
| Yên Bái               | Văn Chấn                                                                            | 28      |                              |
| Điện Biên             | Mường Lay                                                                           | 8       |                              |
| Điện Biên             | Mường Ảng                                                                           | 9       |                              |
| Điện Biên             | Điện Biên Đông, H.Điện Biên                                                         | 10      |                              |
| Điện Biên             | Mường Nhé, Tuần Giáo, Mường Chà, Nặn Pô, Tủa Chùa                                   | 12      |                              |
| Sơn La                | Mộc Châu, Phù Yên                                                                   | 6       |                              |
| Sơn La                | Mường La                                                                            | 7       |                              |
| Sơn La                | Quỳnh Nhai, Vân Hồ, Mai Sơn                                                         | 8       |                              |
| Sơn La                | Sông Mã                                                                             | 9       |                              |
| Sơn La                | Mộc Châu, Sốp Cộp, Vân Hồ                                                           | 10      |                              |
| Sơn La                | Thuận Châu                                                                          | 11      |                              |
| Sơn La                | Thuận Châu                                                                          | 12      |                              |
| Hòa Bình              | Cao Phong, Lương Sơn, Tân Lạc                                                       | 6       |                              |
| Hòa Bình              | Yên Thủy                                                                            | 7       |                              |
| Hòa Bình              | Tân Lạc & Lạc Thủy, Lạc Sơn                                                         | 10      |                              |
| Hòa Bình              | Mai Châu, Kim Bôi                                                                   | 12      |                              |
| Hà Giang              | Bắc Quang, Mèo Vạc                                                                  | 6       |                              |
| Hà Giang              | Hoàng Su Phì, Yên Minh, Bắc Mê, Đồng Văn                                            | 10      |                              |
| Hà Giang              | Quang Bình                                                                          | 11      |                              |
| Hà Giang              | Vị Xuyên, Xín Mần                                                                   | 12      |                              |
| Hà Giang              | Bắc Quang                                                                           | 37      |                              |
| Cao Bằng              | Hà Quảng, Trùng Khánh                                                               | 6       |                              |
| Cao Bằng              | Trùng Khánh                                                                         | 8       |                              |
| Cao Bằng              | Bảo Lạc, Hạ Lang, Thông Nông, Nguyên Bình                                           | 9       |                              |
| Cao Bằng              | Phục Hòa                                                                            | 10      |                              |
| Cao Bằng              | Trà Lĩnh                                                                            | 11      |                              |
| Cao Bằng              | Bảo Lâm, Hà Quảng                                                                   | 12      |                              |
| Bắc Kạn               | Pác Nậm                                                                             | 6       |                              |
| Bắc Kạn               | Ba Bể                                                                               | 7       |                              |
| Bắc Kạn               | Pác Nậm                                                                             | 8       |                              |
| Bắc Kạn               | Chợ Mới, Ngân Sơn                                                                   | 9       |                              |
| Bắc Kạn               | Chợ Đồn, Ba Bể                                                                      | 10      |                              |
| Bắc Kạn               | Chợ Đồn                                                                             | 11      |                              |
| Bắc Kạn               | Bạch Thông, Na Rì                                                                   | 12      |                              |
| Lạng Sơn              | Hữu Lũng                                                                            | 7       |                              |
| Lạng Sơn              | Lộc Bình, Chi Lăng                                                                  | 8       |                              |
| Lạng Sơn              | Cao Lộc                                                                             | 9       |                              |
| Lạng Sơn              | Văn Quan, Bắc Sơn, Bình Gia, Cao Lộc                                                | 10      |                              |
| Lạng Sơn              | Đình Lập                                                                            | 11      |                              |
| Lạng Sơn              | Chi Lăng                                                                            | 23      |                              |
| Tuyên Quang           | Sơn Dương                                                                           | 6       |                              |
| Tuyên Quang           | Yên Sơn                                                                             | 7       |                              |
| Tuyên Quang           | Hàm Yên                                                                             | 9       |                              |
| Tuyên Quang           | Chiêm Hóa, Na Hang, Lâm Bình                                                        | 12      |                              |
| Thái Nguyên           | Võ Nhai                                                                             | 6       |                              |
| Thái Nguyên           | Đại Từ                                                                              | 8       |                              |
| Thái Nguyên           | Phú Lương                                                                           | 9       |                              |
| Phú Thọ               | Thanh Ba                                                                            | 6       |                              |
| Phú Thọ               | Cẩm Khê, Đoan Hùng                                                                  | 10      |                              |
| Phú Thọ               | Hạ Hòa, Thanh Sơn, Tam Nông, Yên Lập                                                | 12      |                              |
| Bắc Giang             | Yên Thế                                                                             | 8       |                              |
| Bắc Giang             | Yên Thế                                                                             | 10      |                              |
| Bắc Giang             | Sơn Động                                                                            | 10      |                              |
| Bắc Giang             | Lục Ngạn, Sơn Đông, Yên Dũng, Lục Nam                                               | 12      |                              |
| Quảng Ninh            | Hoành Bồ                                                                            | 8       |                              |
| Quảng Ninh            | Cẩm Phả, Đầm Hà                                                                     | 9       |                              |
| Quảng Ninh            | Cô Tô, Hải Hà, Vân Đồn, Uông Bí                                                     | 10      |                              |
| Quảng Ninh            | Bình Liêu                                                                           | 11      |                              |
| Quảng Ninh            | Vân Đồn                                                                             | 12      |                              |
| Quảng Ninh            | Ba Chẽ                                                                              | 22      |                              |
| Quảng Ninh            | Móng Cái, Đông Triều                                                                | 25      |                              |
| Quảng Ninh            | Tiên Yên                                                                            | 28      |                              |
| Hà Nội                | Làng Vạn Phúc                                                                       | 8       |                              |
| Hà Nội                | Ba Vì                                                                               | 10      |                              |
| Hải Phòng             | Cát Bà                                                                              | 6, 12   |                              |
| Hải Phòng             | Thủy Nguyên                                                                         | 7       |                              |
| Hải Phòng             | Bạch Long Vĩ                                                                        | 10      |                              |
| Hải Dương             | Chí Linh                                                                            | 12      |                              |
| Hải Dương             | Kinh Môn                                                                            | 36      |                              |
| Vĩnh Phúc             | Vĩnh Tường                                                                          | 6       |                              |
| Nam Định              | Ý Yên                                                                               | 10      |                              |
| Nam Định              | Giao Thủy                                                                           | 48      |                              |
| Nam Định              | Hải Hậu                                                                             | 55      |                              |
| Ninh Bình             | Yên Mô                                                                              | 4       |                              |
| Ninh Bình             | TP. Tam Điệp                                                                        | 7       |                              |
| Ninh Bình             | Nho Quan                                                                            | 55      |                              |
| Thanh Hóa             | Bỉm Sơn                                                                             | 4       |                              |
| Thanh Hóa             | Như Thành                                                                           | 6       |                              |
| Thanh Hóa             | Thạch Thành, Như Xuân, Quan Hóa                                                     | 8       |                              |
| Thanh Hóa             | Bá Thước, Lang Chảnh, Quan Hóa, Đông Sơn                                            | 9       | [ 148 ]                      |
| Thanh Hóa             | Cẩm Thủy                                                                            | 10      |                              |
| Thanh Hóa             | Như Thanh, Quan Sơn, Lang Chánh, Yên Định, Quan Hóa, Cẩm Thủy , Như Xuân, Mường Lát | 11      |                              |
| Thanh Hóa             | Tĩnh Gia, Bá Thước,Thường Xuân, Như Xuân                                            | 12      |                              |
| Thanh Hóa             | Nga Sơn                                                                             | 25      |                              |
| Nghệ An               | Quỳ Hợp, Quế Phong                                                                  | 6       | [ 149 ]                      |
| Nghệ An               | Kỳ Sơn, Thanh Chương                                                                | 7       |                              |
| Nghệ An               | Diễn Châu, Quỳnh Lưu, Con Cuông, Anh Sơn                                            | 9       |                              |
| Nghệ An               | Quỳ Hợp, Quỳ Châu                                                                   | 10      |                              |
| Nghệ An               | Tương Dương                                                                         | 11      |                              |
| Nghệ An               | Nghĩa Đàn, TX Thái Hòa, Đô Lương                                                    | 12      |                              |
| Nghệ An               | Tân Kỳ                                                                              | 21      |                              |
| Hà Tĩnh               | Cẩm Xuyên                                                                           | 5 -> 12 | Dừng phát sóng từ cuối 2007. |
| Hà Tĩnh               | Nghi Xuân                                                                           | 6       |                              |
| Hà Tĩnh               | Hương Khê, Can Lộc                                                                  | 7       |                              |
| Hà Tĩnh               | Hương Sơn                                                                           | 9       |                              |
| Hà Tĩnh               | Vũ Quang, Đức Thọ, Hương Khê                                                        | 10      |                              |
| Hà Tĩnh               | Vũ Quang, Kỳ Anh                                                                    | 12      |                              |
| Quảng Bình            | Minh Hóa, Tuyên Hóa                                                                 | 7       | [ 150 ]                      |
| Quảng Bình            | Tuyên Hóa                                                                           | 8       |                              |
| Quảng Bình            | Bố Trạch                                                                            | 9       |                              |
| Quảng Trị             | Hướng Hoá                                                                           | 7       |                              |
| Quảng Trị             | Đắk Rông                                                                            | 9       |                              |
| Quảng Trị             | Vĩnh Linh, Gio Linh                                                                 | 25      |                              |
| Thừa Thiên Huế        | A Lưới                                                                              | 6       |                              |
| Thừa Thiên Huế        | Nam Đông                                                                            | 9       |                              |
| Thừa Thiên Huế        | Phú Lộc                                                                             | 21      |                              |
| Đà Nẵng               | Hòa Vang                                                                            | 44      |                              |
| Quảng Nam             | Bắc & Nam Trà My, Nông Sơn                                                          | 6       |                              |
| Quảng Nam             | Hội An, Duy Xuyên, Đại Lộc, Điện Bàn, Phước Sơn                                     | 7       |                              |
| Quảng Nam             | Tiên Phước                                                                          | 8       |                              |
| Quảng Nam             | Đông Giang                                                                          | 9       |                              |
| Quảng Nam             | Quế Sơn                                                                             | 10      |                              |
| Quảng Nam             | Bắc Trà My, Tây Giang                                                               | 11      |                              |
| Quảng Nam             | Nam Giang                                                                           | 12      |                              |
| Quảng Nam             | Đông Giang                                                                          | 37      |                              |
| Quảng Nam             | Núi Thành                                                                           | 47      |                              |
| Quảng Nam             | Thăng Bình                                                                          | 48      |                              |
| Quảng Nam             | Hội An                                                                              | 60      |                              |
| Gia Lai               | Hoài Nhơn Nam, Tam Quan                                                             | 8       |                              |
| Gia Lai               | Vĩnh Thạnh                                                                          | 9       |                              |
| Gia Lai               | Hoài Ân, An Nhơn                                                                    | 10      |                              |
| Gia Lai               | An Lão                                                                              | 11      |                              |
| Gia Lai               | Tây Sơn                                                                             | 21      |                              |
| Gia Lai               | Vân Canh                                                                            | 26      |                              |
| Gia Lai               | Tuy Phước                                                                           | 29      |                              |
| Phú Yên               | Sơn Hòa                                                                             | 6       |                              |
| Phú Yên               | Sông Cầu, Sông Hinh, Đồng Xuân                                                      | 10      |                              |
| Phú Yên               | Đông Hòa                                                                            | 12      |                              |
| Khánh Hòa             | Cam Ranh, Vạn Ninh                                                                  | 6       |                              |
| Khánh Hòa             | Ninh Hòa, Cam Lâm                                                                   | 7       |                              |
| Khánh Hòa             | Vạn Ninh                                                                            | 8       |                              |
| Khánh Hòa             | Khánh Sơn                                                                           | 9       |                              |
| Khánh Hòa             | Cam Ranh                                                                            | 12      |                              |
| Khánh Hòa             | Khánh Vĩnh                                                                          | 26      |                              |
| Khánh Hòa             | Diên Khánh                                                                          | 30      |                              |
| Ninh Thuận            | Ninh Phước                                                                          | 10      |                              |
| Ninh Thuận            | Bác Ái                                                                              | 11      |                              |
| Ninh Thuận            | Ninh Hải                                                                            | 12      |                              |
| Bình Thuận            | Tánh Linh                                                                           | 6       |                              |
| Bình Thuận            | Phú Quý                                                                             | 8       | [ 151 ]                      |
| Bình Thuận            | Bắc Bình                                                                            | 22      |                              |
| Bình Thuận            | Hàm Tân                                                                             | 28      |                              |
| Bình Thuận            | Đức Linh, Lagi                                                                      | 34      |                              |
| Bình Thuận            | Tuy Phong                                                                           | 35      |                              |
| Kon Tum               | Đắk Tô                                                                              | 7       |                              |
| Kon Tum               | Đắk Gieo, Ngọc Hồi                                                                  | 9       |                              |
| Kon Tum               | Kon Rẫy                                                                             | 10      |                              |
| Kon Tum               | Tu Mơ Rông, Đắk Hà, Kon Rẫy, Sa Thầy                                                | 11      | [ 152 ]                      |
| Kon Tum               | Kon Plong, Sa Thầy                                                                  | 12      |                              |
| Gia Lai               | Ayun Pa, Đức Cơ, Chư Prong, Đắk Đoa                                                 | 6       |                              |
| Gia Lai               | Krong Pa                                                                            | 7       |                              |
| Gia Lai               | Mang Yang, Đức Cơ                                                                   | 8       |                              |
| Gia Lai               | Chư Păh, An Khê, Chư Prông, Chư Sê                                                  | 10      |                              |
| Gia Lai               | Kbang, Kong Chro                                                                    | 12      |                              |
| Gia Lai               | Ia Pa                                                                               | 21      |                              |
| Gia Lai               | Đắk Pơ                                                                              | 30      |                              |
| Gia Lai               | Chư Pưh                                                                             | 36      |                              |
| Đắk Lắk               | Buôn Hồ                                                                             | 6       |                              |
| Đắk Lắk               | Ea Súp, Krong Pắc                                                                   | 7       |                              |
| Đắk Lắk               | Krong Pak, Eah'Leo, Krong Bong, M'Drak, Buôn Hồ                                     | 8       |                              |
| Đắk Lắk               | Krong Nang, Lắk                                                                     | 10      | [ 153 ]                      |
| Đắk Lắk               | Eakar                                                                               | 11      |                              |
| Đắk Lắk               | M'Drak                                                                              | 12      |                              |
| Đắk Lắk               | Krong Ana, Buôn Đôn                                                                 | 51      |                              |
| Đắk Nông              | Đắk R'Lấp, Đắk Mil                                                                  | 7       |                              |
| Đắk Nông              | Đắk Glong                                                                           | 8       |                              |
| Đắk Nông              | Đắk Mil                                                                             | 23      |                              |
| Đắk Nông              | Cư Jút                                                                              | 25      |                              |
| Đắk Nông              | Krong Nô, Đắk Glong                                                                 | 30      |                              |
| Đắk Nông              | Tuy Đức                                                                             | 36      |                              |
| Lâm Đồng              | Bảo Lộc                                                                             | 3       |                              |
| Lâm Đồng              | Lâm Hà, Đạm Bri, Đạ Huoai (cũ)                                                      | 6       |                              |
| Lâm Đồng              | Lạc Dương                                                                           | 9       |                              |
| Lâm Đồng              | Bảo Lộc, Đạ Huoai, Lâm Hà, Cát Tiên                                                 | 10      |                              |
| Lâm Đồng              | Cát Tiên, Đạ Tẻh                                                                    | 11      |                              |
| Lâm Đồng              | Đà Lạt, Đam Rông, Bảo Lâm                                                           | 12      | [ 154 ]                      |
| Lâm Đồng              | Đức Trọng                                                                           | 24      |                              |
| Lâm Đồng              | Di Linh, Đơn Dương                                                                  | 27      |                              |
| Bình Phước            | Bù Đăng, Lộc Ninh                                                                   | 10      |                              |
| Bình Phước            | Bù Gia Mập                                                                          | 32      |                              |
| Bà Rịa Vũng Tàu       | Côn Đảo                                                                             | 33      |                              |
| An Giang              | Tân Châu, Tịnh Biên                                                                 | 12      |                              |
| An Giang              | An Phú                                                                              | 38      |                              |
| An Giang              | Châu Đốc                                                                            | 48      |                              |
| An Giang              | Tri Tôn                                                                             | 58      |                              |
| Kiên Giang            | Phú Quốc                                                                            | 10      |                              |

## Các kênh khác

### VTC
| Tỉnh thành     | Kênh                           | Kênh tần số (UHF/VHF) | Địa điểm phát sóng (chính) | Kênh tần số thứ 2 (UHF/VHF) | Địa điểm phát sóng (chính) | Kênh tần số thứ 3 (UHF/VHF) | Địa điểm phát sóng (chính) | Kênh tần số thứ 4 (UHF/VHF) | Địa điểm phát sóng (chính) | Tham chiếu |
| -------------- | ------------------------------ | --------------------- | -------------------------- | --------------------------- | -------------------------- | --------------------------- | -------------------------- | --------------------------- | -------------------------- | ---------- |
| Hà Nội         | VTC1, VTC2 -> VTC7, VTC9, VTC5 | 29 ➡ 44 (từ 2014)     | Vân Hồ                     | 31 ➡ 46 (từ 2014)           | Vân Hồ                     | 33                          | Vân Hồ                     | 43                          | Vân Hồ                     | [ 155 ]    |
| Nam Định       | VTC9 ➡ VTC1                    | 31                    | Đài PTTH Nam Định          |                             |                            |                             |                            |                             |                            |            |
| Thanh Hóa      | VTC1, VTC7, VTC9               | 57                    | TP Thanh Hóa               | 52                          | TP Thanh Hóa               | 59                          | TP Thanh Hóa               |                             |                            |            |
| Quảng Bình     | VTC1, VTC9                     | 35                    | TP Đồng Hới                | 36                          | TP Đồng Hới                |                             |                            |                             |                            |            |
| Quảng Trị      | VTC1, VTC9                     | 53                    | TP Đông Hà                 | 55                          | //                         |                             |                            |                             |                            |            |
| Đà Nẵng        | VTC1, VTC9                     | 51                    | Trạm phát sóng Sơn Trà     | 53                          | //                         | 55                          | //                         | 58                          | //                         |            |
| Lâm Đồng       | VTC1, VTC9                     | 51                    | Cầu Đất                    | 53                          | Cầu Đất                    |                             |                            |                             |                            |            |
| TP Hồ Chí Minh | VTC1/VTC5, VTC7, VTC9          | 60 ➡ 58 ➡ 54          | Đồng Đen, Quận Tân Bình    | 52 ➡ 39                     | //                         | 51                          | //                         |                             |                            | [ 156 ]    |
| Bình Dương     | VTC1, VTC7, VTC9               | 25                    | Đài PTTH Bình Dương        | 38                          | //                         | 52                          | //                         |                             |                            | [ 157 ]    |
| Cần Thơ        | VTC1, VTC9                     | 60                    | Quận Bình Thủy             | 61                          | Quận Bình Thủy             |                             |                            |                             |                            |            |

### HTV
| Tỉnh thành | Kênh       | Kênh tần số (UHF/VHF) | Địa điểm phát sóng (chính)                                                                      | Tham chiếu |
| ---------- | ---------- | --------------------- | ----------------------------------------------------------------------------------------------- | ---------- |
| Đắk Lắk    | HTV7, HTV9 | 48, 51                | Huyện M'Drak                                                                                    |            |
| Lâm Đồng   | HTV7, HTV9 | 21, 24                | Cầu Đất (TP Đà Lạt), TP Bảo Lộc                                                                 | [ 158 ]    |
| Hải Dương  | HTV7, HTV9 | 6, 10                 | Đài PTTH Hải Dương                                                                              |            |
| Hải Phòng  | HTV7, HTV9 | 21, 48                | Đồi Thiên Văn?                                                                                  |            |
| Điện Biên  | HTV7       | 10                    | Đài PTTH Điện Biên                                                                              |            |
| Đà Nẵng    | HTV7, HTV9 | 8, 24                 | Hòa Khánh Nam (kênh 8, 2005-2009) An Trung (kênh 8, 2003-2005) Trạm phát sóng Sơn Trà (kênh 24) |            |
| An Giang   | HTV7, HTV9 | 3, 11, 56             | Núi Sam                                                                                         |            |
| Cần Thơ    | HTV7, HTV9 | 44, 48                | Trung tâm THVN tại Cần Thơ                                                                      |            |
| Kiên Giang | HTV7, HTV9 | 23, 27                | Đài Truyền thanh - Truyền hình Phú Quốc                                                         |            |
| Quảng Trị  | HTV7, HTV9 | 28, 36                | khu vực Hướng Hóa                                                                               |            |
| Tây Ninh   | HTV7, HTV9 | 7, 9                  | Núi Bà Đen                                                                                      | [ 159 ]    |
| Đồng Nai   | HTV7, HTV9 | 4, 6                  | Núi Chứa Chan                                                                                   |            |
| Cà Mau     | HTV9       | 32                    | Đài TT Huyện Trần Văn Thời                                                                      |            |

### VOV
| Tỉnh thành | Kênh  | Kênh tần số (UHF/VHF) | Trạm phát sóng (chính) | Tham chiếu |
| ---------- | ----- | --------------------- | ---------------------- | ---------- |
| Hà Nội     | VOVTV | 38                    | Trạm phát sóng Mễ Trì  | [ 160 ]    |